# Grote Spectrum Encyclopedie

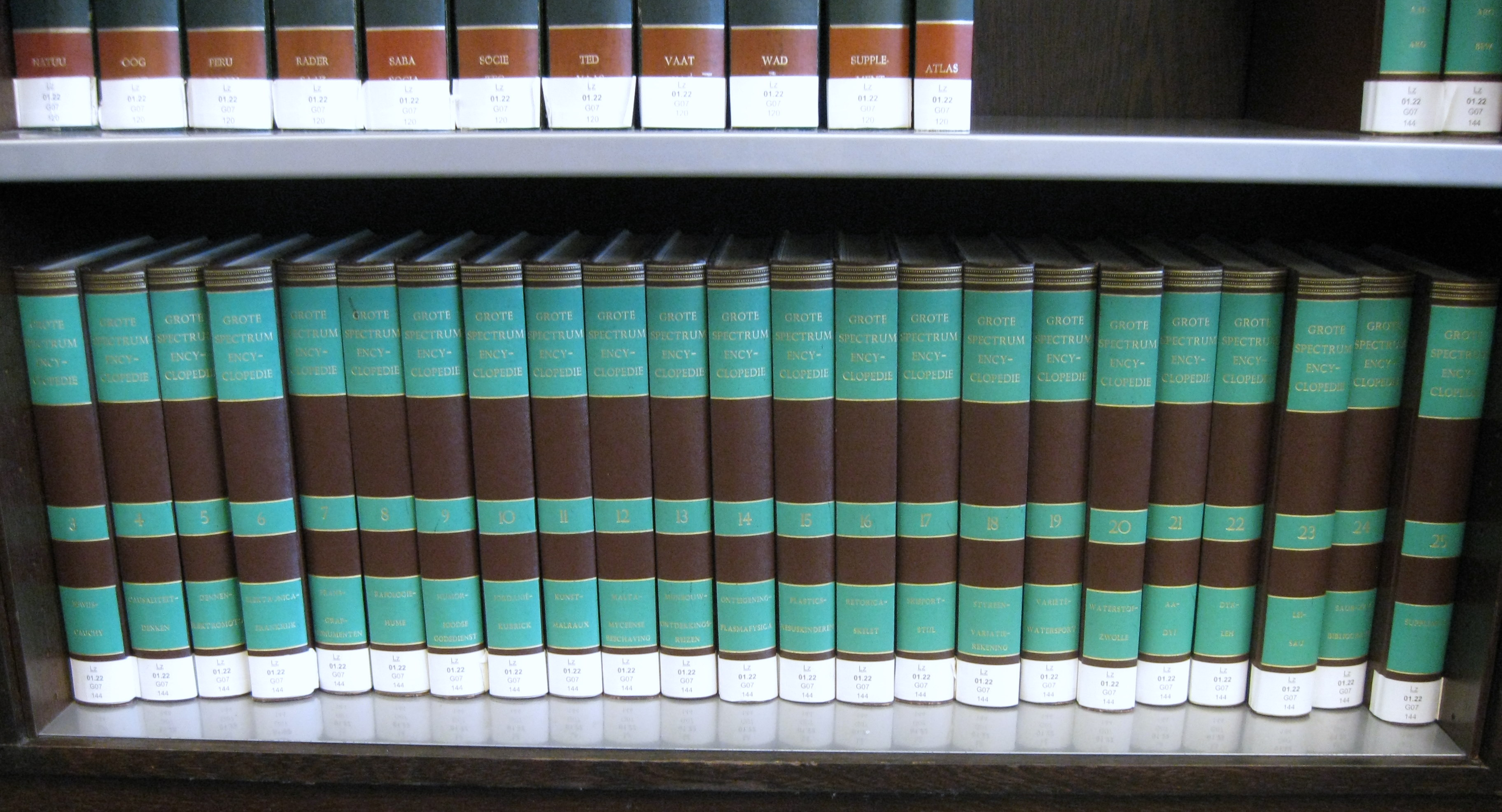
Grote Spectrum Encyclopedie

De Grote Spectrum Encyclopedie (uitgave Het Spectrum te Utrecht en verschenen tussen 1974 en 1980) is een encyclopedie die onderwerpen in 5000 grote artikelen afgerond behandelt (zoals het 'macropaedia'-deel in de Engelstalige Encyclopaedia Britannica) met een accent op de sociale wetenschappen. 
Het werk is functioneel geïllustreerd met alle illustratries in kleur, destijds iets nieuws voor een grote algemene encyclopedie in Nederland. Het werk telt twintig delen A-Z en vier registerdelen met verwijzingen naar trefwoorden binnen de behandelde onderwerpen. Het vierde registerdeel bevat tevens een uitvoerige bibliografie, die bij de artikelen zelf ontbreekt. Een supplement verscheen als deel 25 in 1984.
Inez van Eijk was van 1971-1972 redacteur en van 1972-1974 hoofdredacteur van de Grote Spectrum Encyclopedie. Een van de redacteuren was Hendrik Jan Schoo.
De encyclopedie werd door een eigen team van ongeveer 40 verkopers huis-aan-huis aan de man gebracht, doorgaans op afbetaling. De totaalprijs van 2500 gulden werd dan afgelost in 60 maandelijkse termijnen van 60 gulden. Per verkoper werden er gemiddeld 5 series per week verkocht.
De opkomst van nieuwe opslagmedia in de jaren 1990 (cd-rom, dvd) haalde een streep door de plannen voor een tweede editie van de Grote Spectrum Encyclopedie. Wel is er in 2002 nog een geactualiseerd supplement verschenen.    